# Sân bay Timbuktu
Sân bay Timbuktu là một sân bay ở thành phố Timbuktu, Mali.

## Hãng hàng không và điểm đến
| Hãng hàng không | Các điểm đến |
| --------------- | ------------ |
| Sky Mali        | Bamako       |